# Hedvig Ulrika De la Gardie

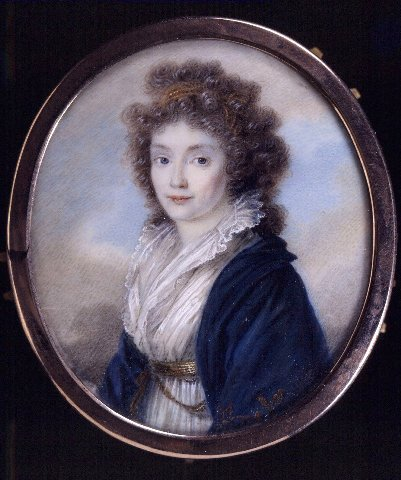
Hedvig Ulrika De la Gardie

Hedvig Ulrika De la Gardie (Stoccolma, 1761 – Stoccolma, 1832) è stata una nobildonna svedese, dama di compagnia, sposò Gustaf Mauritz Armfelt. Fu la capo governante dei bambini reali svedesi nel 1799–1803.

## Biografia
Era figlia del conte Carl Julius De la Gardie e della contessa Magdalena Christina Stenbock e fu una damigella d'onore della regina, Sofia Maddalena di Danimarca. Sposò il 7 agosto 1785 al Castello di Drottningholm Gustaf Mauritz Armfelt. Armfelt si dice l'abbia sposata a causa dello status del suo cognome; la trattò con rispetto ma non l'amò mai ed ebbe una relazione parallela con Magdalena Rudenschöld. Hedvig Ulrika, d'altra parte, era intensamente innamorata di lui e gli rimase fedele; fu descritta come silenziosa, seria ed affidabile.
Nel 1792 seguì Armfelt a Napoli. Le furono affidati alcuni dei suoi documenti e li seppellì in giardino, ma il servo che li seppellì vendette i documenti e sostituì con un documento bianco, che contribuì all'esposizione della cospirazione Armfelt. Un ordine di arresto fu emesso su suo marito, e a causa di ciò, fu lei stessa arrestata più volte, a Roma e a Venezia, durante il suo viaggio in Italia con i parenti a Riga nel 1794. Le fu permesso di mantenere la sua pensione come dama di compagnia e le fu data una somma di viaggio dal Duca Carlo. Suo marito fu condannato a morte in contumacia per tradimento e fu bandito dalla Svezia e di usare il suo nome. Axel von Fersen il giovane fu il suo agente negli affari economici in Svezia. Rimase convinta dell'innocenza del marito, almeno ufficialmente.
La coppia visse sotto la protezione di Caterina la Grande a Kaluga. Hedvig Ulrika agì da agente per suo marito in diverse occasioni. Visitò Paolo I di Russia per chiedere condizioni migliori nel 1796, ma fallì. Quando Gustavo IV Adolfo di Svezia fu dichiarato maggiorenne nel 1797, visitò il monarca svedese ed ottenne l'autorizzazione per lei di tornare in Svezia, di utilizzare il nome del marito per consentire ad Armfelt di vivere ovunque, tranne in Svezia e in Russia e di terminare tutte le persecuzioni attive verso di lui. Poi riuscì ad ottenere il permesso dallo zar di permettere ad Armfelt di lasciare la Russia e nel 1798 si recò con lui a Berlino.
Nel 1799 Hedvig ritornò in Svezia dove fu nominata capo della corte dei bambini reali. Accettò la nomina alla condizione che ad Armfelt fosse permesso di ritornare in Svezia. Fu esaudito il suo desiderio, che si realizzò nel 1800, dopo che aveva minacciato di dimettersi se l'accordo non fosse stato onorato; Armfelt fu informato che il suo esilio era stato abolito in considerazione di sua moglie e madre. Hedvig fu molto ammirata per la sua lealtà verso Armfelt, mentre lui non era considerato degno di esso. Lasciò la sua posizione a corte nel 1803 con il titolo consueto di Eccellenza.
Fu anche per un certo tempo dama di compagnia dell'imperatrice di Russia e le fu concesso l'Ordine di Santa Caterina nel 1814.